# Frédéric Rüedi
Frédéric Rüedi (* 8. Februar 1889 in Lausanne; † 20. Mai 1962 in Cully) war ein Schweizer Beamter.

## Leben

### Familie
Frédéric Rüedi war der Sohn des Grossrats Frédéric Charles Rüedi und von dessen Ehefrau Laura Hedwig Catherine (geb. Keberle) und wuchs in seiner Jugend in Lausanne und später in Bollingen auf.
Er war verheiratet mit Jeanne Berthe Marie (1888–1961), Tochter des Politikers Aloys Fauquez (1859–1901); gemeinsam hatten sie mehrere Kinder, zu diesen gehörte unter anderem ihr Sohn Jean-Pierre Rüedi (* 14. September 1916 in Straubenzell; † 2. Februar 1998 in Pully), der später Präsident des Bundesstrafgerichts wurde.
Das Familiengrab befindet sich auf dem Friedhof Bois-de-Vaux in Lausanne.

### Ziviler Werdegang
Frédéric Rüedi war von 1920 bis 1927 Abteilungssekretär bei der Eidgenössischen Versicherungskasse, bevor er dort 1928 zweiter Sektionschef wurde. 1929 erfolgte seine Berufung zum Sekretär der Finanzdelegation und der Finanzkommissionen der eidgenössischen Räte, bevor er 1944 zusätzlich erster Adjunkt der Eidgenössischen Finanzkontrolle wurde, deren Direktor er als Nachfolger von Hans Ryffel von 1945 bis 1954 als erster Westschweizer war; nach seinem Ausscheiden folgte ihm Armin Jeker als Nachfolger.
Von 1946 bis 1954 war er im Verwaltungsrat der Eidgenössischen Versicherungskasse.

### Militärischer Werdegang
- Januar 1916: Leutnant der Infanterie[8]
- Januar 1929: Major[9]
- Dezember 1931: Versetzung in den Generalstab[10]
- Dezember 1934: Oberstleutnant[11]
- Dezember 1937: Versetzung als Kommandant zum Infanterieregiment 38[12]
- Dezember 1938: Oberst[13] im Generalstab
- Dezember 1945: Ausscheiden aus dem Wehrdienst[14]

### Berufliches und gesellschaftliches Wirken
1945 wurde Frédéric Rüedi zum Präsidenten der Patrie vaudoise gewählt, einer Vereinigung, die die aus der Waadt stammenden und dort geborenen Personen, die sich in Bern niedergelassen haben, umfasst. Der Verein unterstützte die Stiftung General-Guisan-Dorf, die 1946 beginnen wollte, in Montana Land anzukaufen, um dort in mehreren Häusern an Tuberkulose erkrankte Soldaten aufzunehmen und zu pflegen.
Als Chef der obersten Kontrollinstanz des Bundesrates war er in zahlreiche Kommissionen gewählt worden, so war er unter anderem Präsident der Aufsichtskommission der Preisausgleichskasse der Syndikate der Kriegswirtschaft und wirkte als Bundesvertreter im Rechnungshof der Europäischen Organisation für wirtschaftliche Zusammenarbeit; er war im Stiftungsrat und der Stiftungskommission der 1921 gegründeten Militärheilstätte Tenero, im Verwaltungsrat und zugleich Mitglied des Ausschusses der Eidgenössischen Versicherungskasse, dazu war er im Stiftungsrat des Internationalen Komitees des Roten Kreuzes, in der zwischenstaatlichen Prüfungskommission für die Rheinkorrektion Illmündung-Bodensee und als Präsident des Fachausschusses für Weinwirtschaft tätig.